# الوالایجات
ال-والایجات یک منطقهٔ مسکونی در یمن است که در استان حضرموت واقع شده‌است.